# A.D. Police
A.D. Police ist eine Anime-Fernsehserie von 1999. Sie ist eine Neuverfilmung bzw. ein Prequel von AD. Police von 1990, die wiederum als Ableger des Animes Bubblegum Crisis entstand. 2003 wurde wiederum der Ableger Parasite Dolls veröffentlicht. Das Werk ist in die Genres Science-Fiction, Action und Cyberpunk einzuordnen.

## Inhalt
Kenji Sasaki, Offizier bei der AD Police in Tokyo, hat wieder einen Partner verloren. Nun bekommt er den Deutschen Hans Kleif an seine Seite. Nun muss er gemeinsam mit ihm gegen außer Kontrolle geratene Boomer, androide Roboter, kämpfen, die die Stadt bedrohen. Diese ist nach einem Erdbeben unter die Kontrolle des Konzerns Genom geraten, der die Stadt mit Hilfe der Boomer wieder aufgebaut hat. 

## Produktion und Veröffentlichung
1999 produzierte das Studio AIC unter der Regie von Hidehito Ueda eine Neufassung des Stoffes. Das Charakterdesign entwarf Naoyuki Konno, künstlerischer Leiter war Shinji Katahira. Das Design der Mechas stammt von Natsuki Mamiya, Reimu Aoki und Toru Takahashi. 
Die Serie wurde vom 8. April bis 30. Juni 1999 vom Sender TV Tokyo ausgestrahlt. Eine englische Übersetzung mit dem Titel A.D. Police: To Protect and Serve wurde auf DVD veröffentlicht und von The Anime Network im Fernsehen sowie über Streaming ausgestrahlt. Des Weiteren gibt es eine französische und eine koreanische Fassung. 

### Synchronisation
| Rolle        | Japanischer Sprecher (Seiyū) |
| ------------ | ---------------------------- |
| Kenji Sasaki | Susumu Chiba                 |
| Hans Kleif   | Takumi Yamazaki              |
| Kyoko Miyano | Ayako Kawasumi               |
| Karen Jordan | Chiharu Tezuka               |
| Jose Collins | Kōji Ishii                   |

### Musik
Yoshinobu Hiraiwa war für die Musik des Animes verantwortlich. Für den Vorspann verwendete man das Lied Imaginary Girl von Infix, der Abspanntitel ist Toki no Naka de von Masha.

## Rezeption
Laut der Zeitschrift Funime war die Serie ein Misserfolg. Dies wird vor allem auf das zu geringe Budget zurückgeführt. Die Anime Encyclopedia bezeichnet die Serie als enttäuschend. Es sei stark vom früheren Konzept abgewichen und die Handlung stattdessen als Buddy-Film angelegt worden. Insbesondere bei der Wahl der Namen sei deutlich geworden, dass bei der Produktion sehr auf die internationale Vermarktbarkeit geachtet wurde.